# Agia Napa

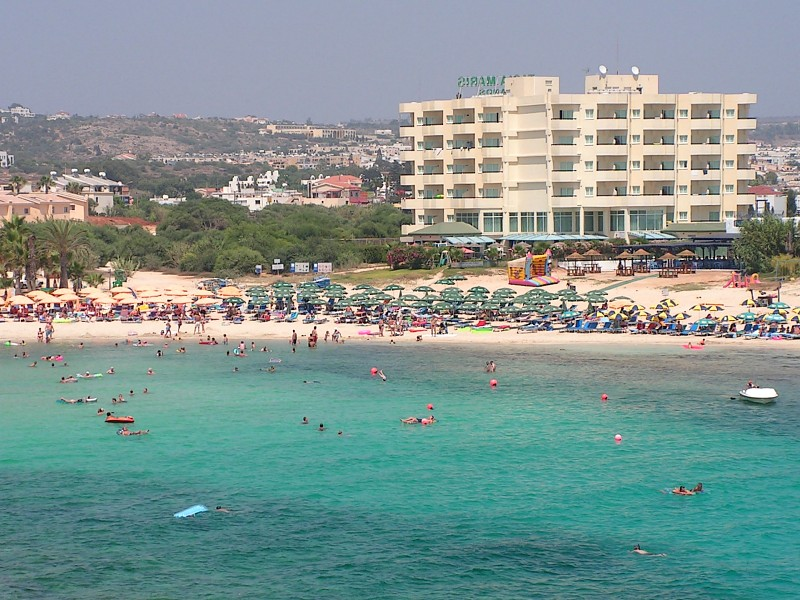
Blick auf den Strand von Agia Napa

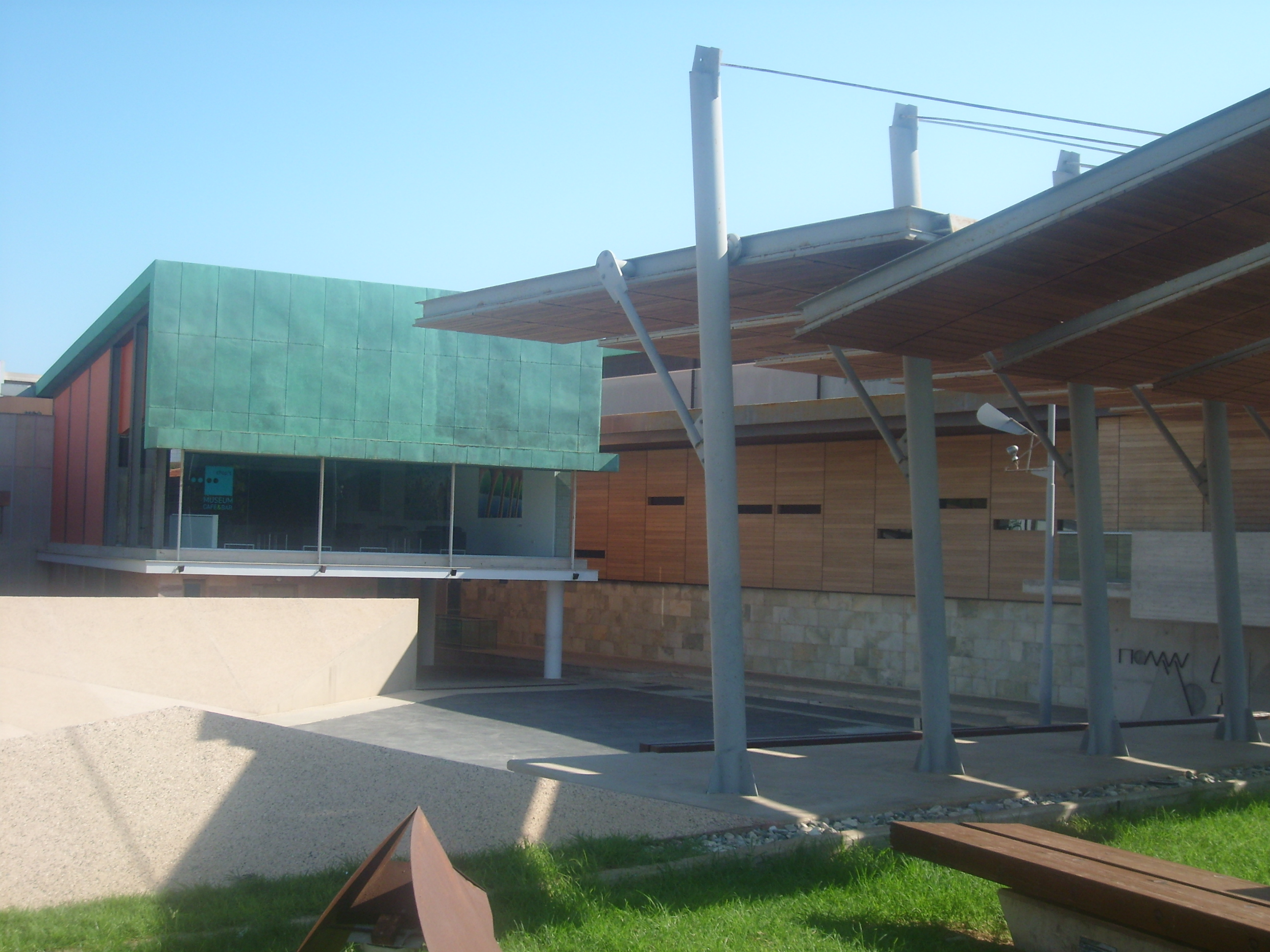
Das Meeresmuseum

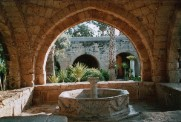
Der Innenhof des Klosters

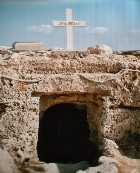
Katakomben
der Hl. Thekla

Agia Napa, auch Ayia Napa (Aussprache: Ajía Nápa), griechisch Αγία Νάπα, türkisch Aya Napa, ist ein Ort mit etwa 4.700 Einwohnern (Stand Volkszählung 2021, mit Residenten und Touristen bis zu 10.000) an der Südost-Küste im Bezirk Famagusta der Mittelmeerinsel Zypern.

## Geschichte
Vor der Invasion des türkischen Militärs im Jahre 1974 war Agia Napa („Agia“ = „heilig“, „Napa“ = „Waldland“) ein kleines und beschauliches Fischer- und Bauerndorf mit bewässertem Gemüse- und Kartoffelanbau.
Erste Erwähnungen datieren auf das Jahr 1530, als einer Legende nach in einer Waldhöhle eine Marien-Ikone gefunden wurde. Dies wurde als göttliches Zeichen angesehen, und zum Dank errichtete man ein Kloster, um das herum der spätere Ortskern entstand. Der damaligen venezianischen Herrschaft entsprechend, nennt man den Baustil des Klosters auch Kreuzfahrergotik. Heute ist das Kloster ökumenisches Zentrum der christlichen Kirchen im Nahen und Mittleren Osten. Ungefähr 2 km weiter westlich soll die heilige Thekla gelebt haben, wo ihr zu Ehren Katakomben in den Fels geschlagen wurden und auch Messen abgehalten wurden.

## Religiöses
Die Touristen haben meist die Möglichkeit des Besuches einer heiligen Messe nicht nur in den einheimischen griechisch-orthodoxen Kirchen, sondern auch durch Angebot einer katholischen Messe vor allem durch die inselansässigen Franziskaner (OFM). Zypern untersteht der Jurisdiktion des Lateinischen Patriarchates von Jerusalem.

## Bevölkerung
Der größte Teil der griechisch-zypriotischen Bevölkerung wohnt mittlerweile außerhalb des eng bebauten alten Agia Napa und hat ihre ehemaligen Wohnhäuser zu Geschäften, Restaurants, Discos und Kneipen umgebaut. Neben den vielen Engländern, die sich die Gegend um die Stadt als Altersruhesitz ausgewählt haben, existiert auch eine größere schwedische Kolonie.

## Wirtschaft
Die ursprünglich bescheidene Ortschaft mit Arbeitsplätzen in Landwirtschaft, Handwerk und Fischerei ist in kaum zwei Jahrzehnten zu einem wichtigen touristischen Zentrum geworden. Dabei ist es nach der türkischen Einnahme des nördlichen Teiles der Insel (1974) in seiner touristischen Bedeutung an die Stelle der Ortschaft Varosia (bei Famagusta) getreten. Den Fehler sehr eng aneinanderliegender Hotels hat man in Agia Napa aber nicht wiederholt. Die meisten großen Hotels und Apartmentanlagen erstrecken sich längs der Küstenlinie nach Osten und vor allem nach Westen, wo noch einige Landreserven vorhanden sind.

## Bedeutung des Tourismus
Nach Agia Napa und auch ins benachbarte Protaras kommen vor allem junge Leute aus Großbritannien, Skandinavien und den osteuropäischen Ländern, um neben den Stränden die unzähligen Bars und Clubs zu bevölkern. Auch Soldaten von der nahegelegenen britischen Basis in Dekelia sowie UNO-Soldaten aus Nikosia kommen zum Feiern hierher, nicht immer ohne Konflikte, sodass des Öfteren von den militärischen Vorgesetzten Ausgehverbote oder bestimmte Lokalverbote verhängt werden. Auch der Hafen Ayia Napas ist heute überwiegend durch die touristische Nutzung geprägt.
Der schwedisch-englische Tourismus in Agia Napa ähnelt dem deutschen auf Mallorca. Der eigentliche Strandbetrieb beginnt etwa Anfang Mai und endet im Oktober. Die Sandstrände sind in dieser Zeit auch von Rettungsschwimmern bewacht. Russische und englische Touristen sind bekannt dafür, auch zu Weihnachten im Meer zu baden.
Am Kap Greco, drei Kilometer östlich von Ayia Napa, soll der Sage nach auch das mythische Seemonster, das Ayia-Napa-Seeungeheuer, leben.

## Sehenswürdigkeiten

### Makronissos Gräber
In Strandnähe beim Makronissos Strand finden sich in die Felsen eingeschlagen die Makronissos Gräber, ein Friedhof aus hellenistischer und römischer Zeit. Die Grabkammern sind leer.

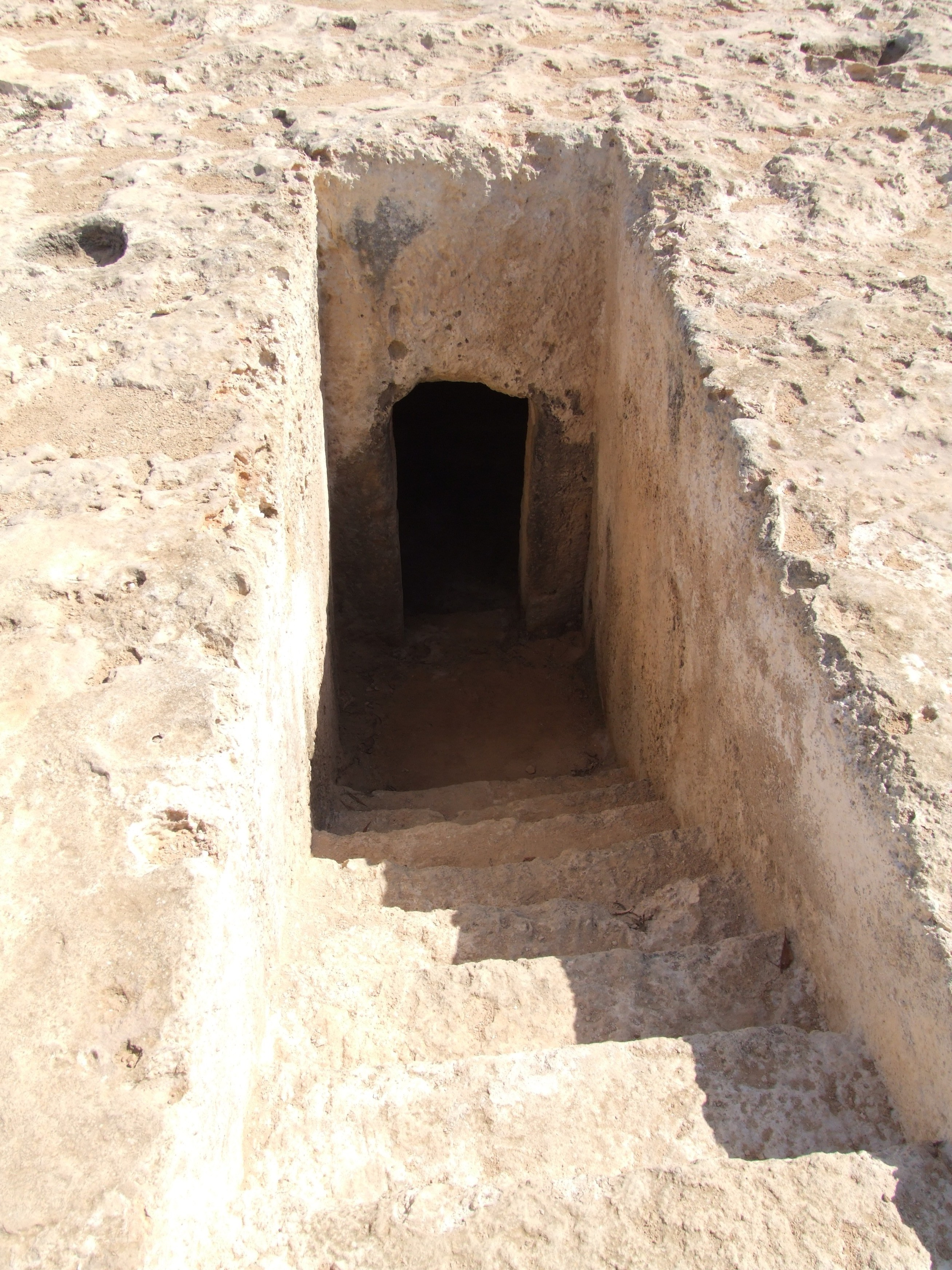
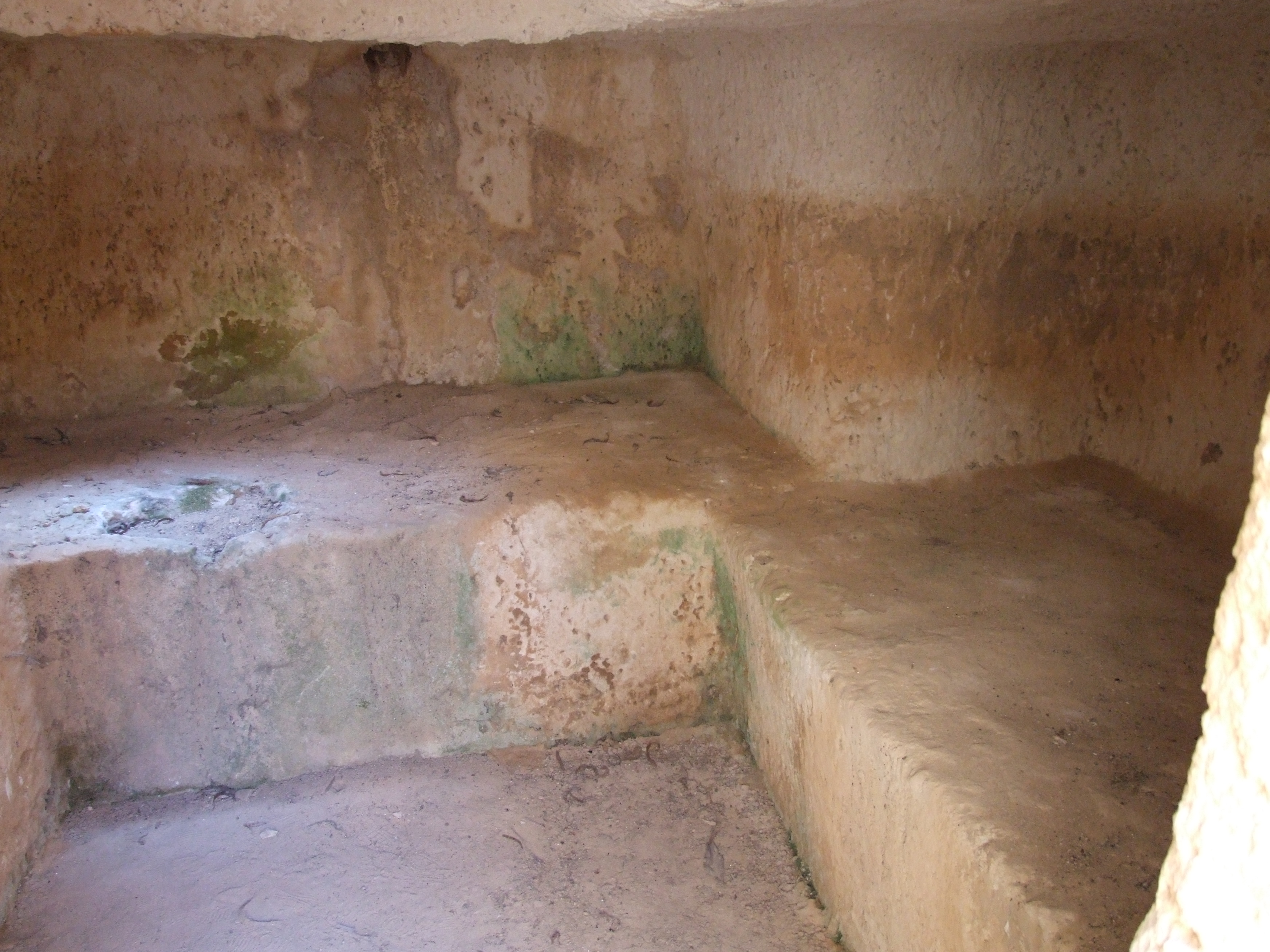
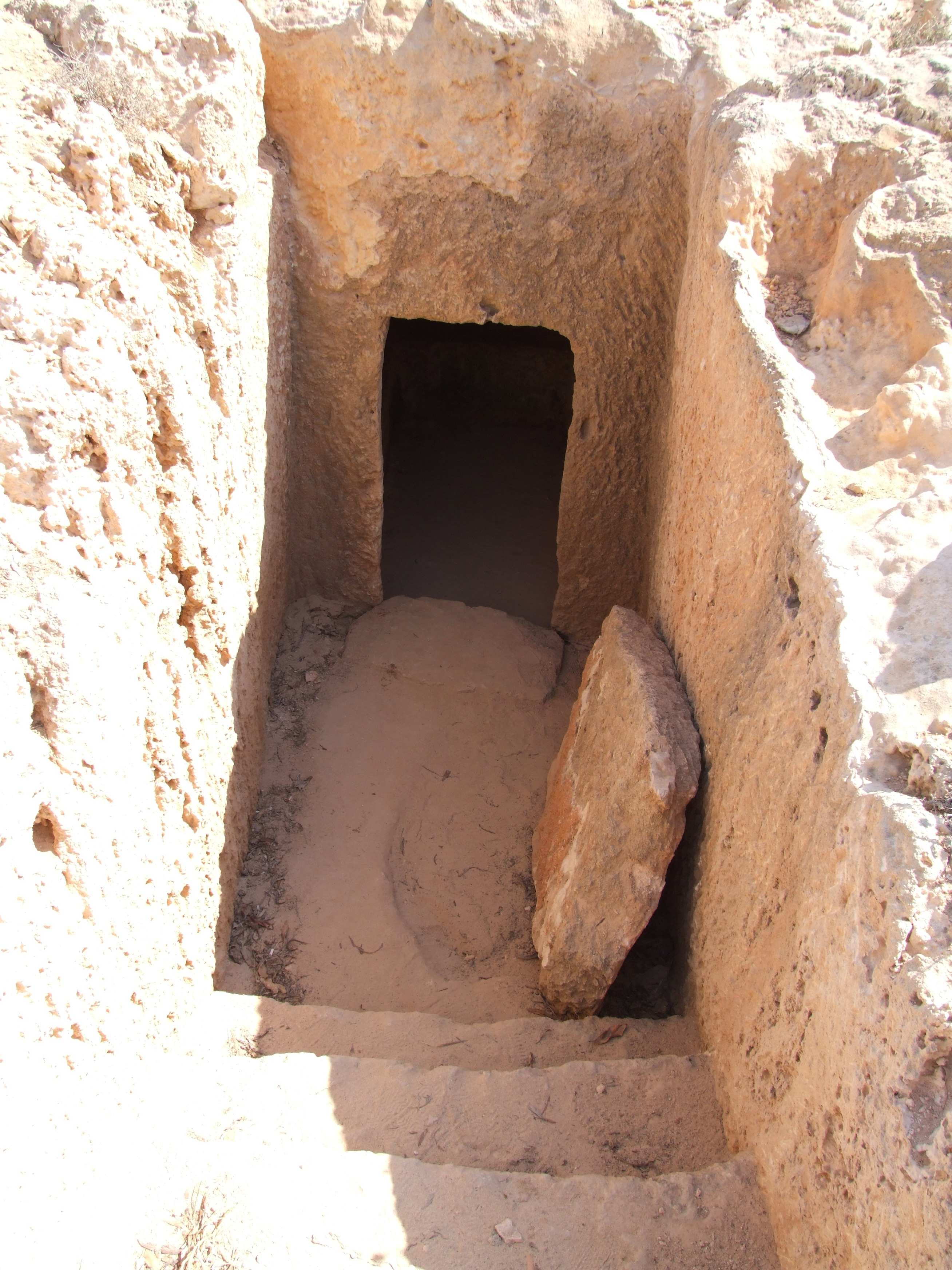
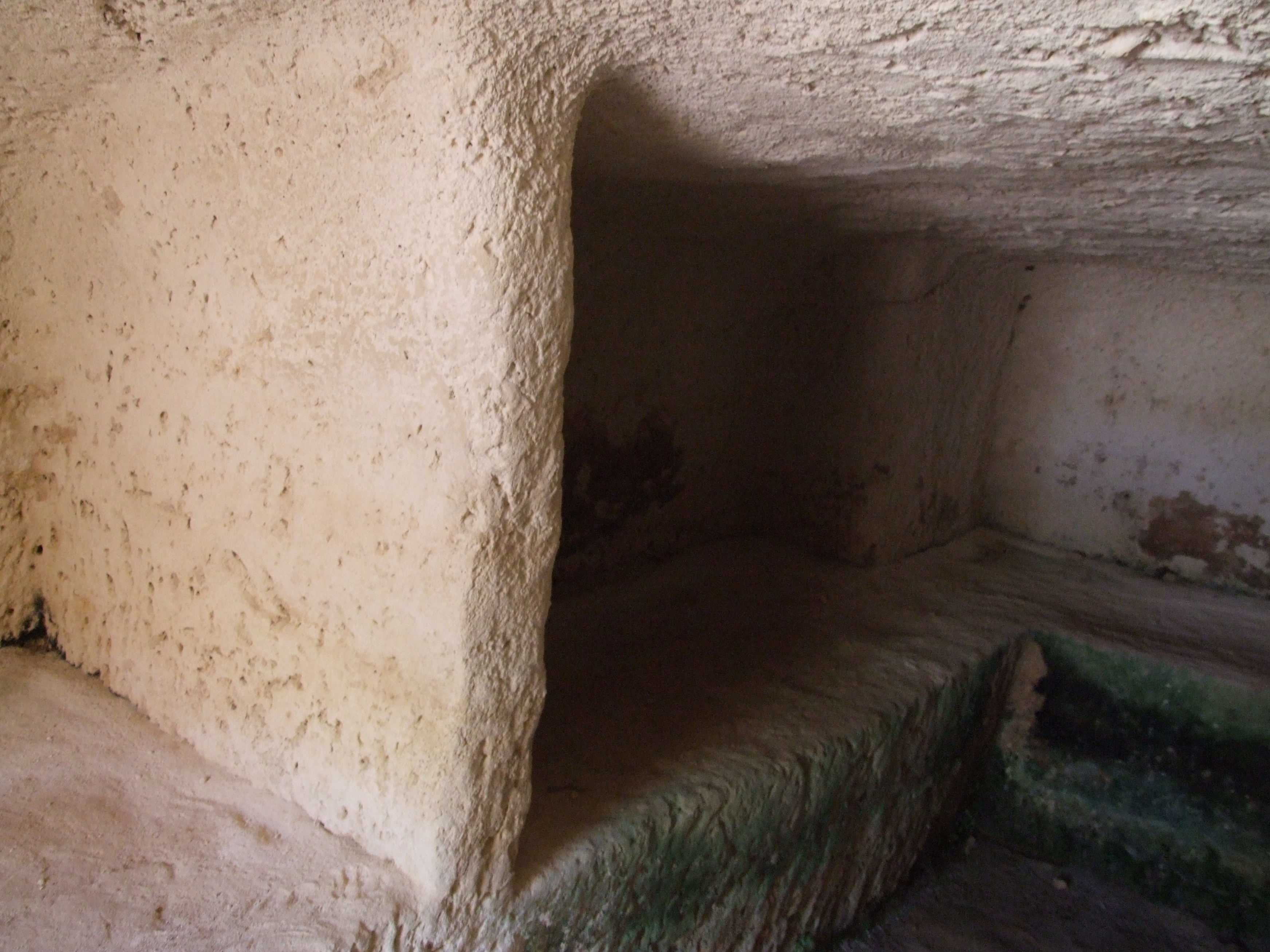

### Kloster
Aus dem Mittelalter, genauer aus der Zeit der venezianischen Kreuzfahrer, hat sich ein Kloster in gotischem Stil erhalten, das sich im Ortskern befindet. Heute dient es als orthodoxes Begegnungszentrum, kann aber besichtigt werden.

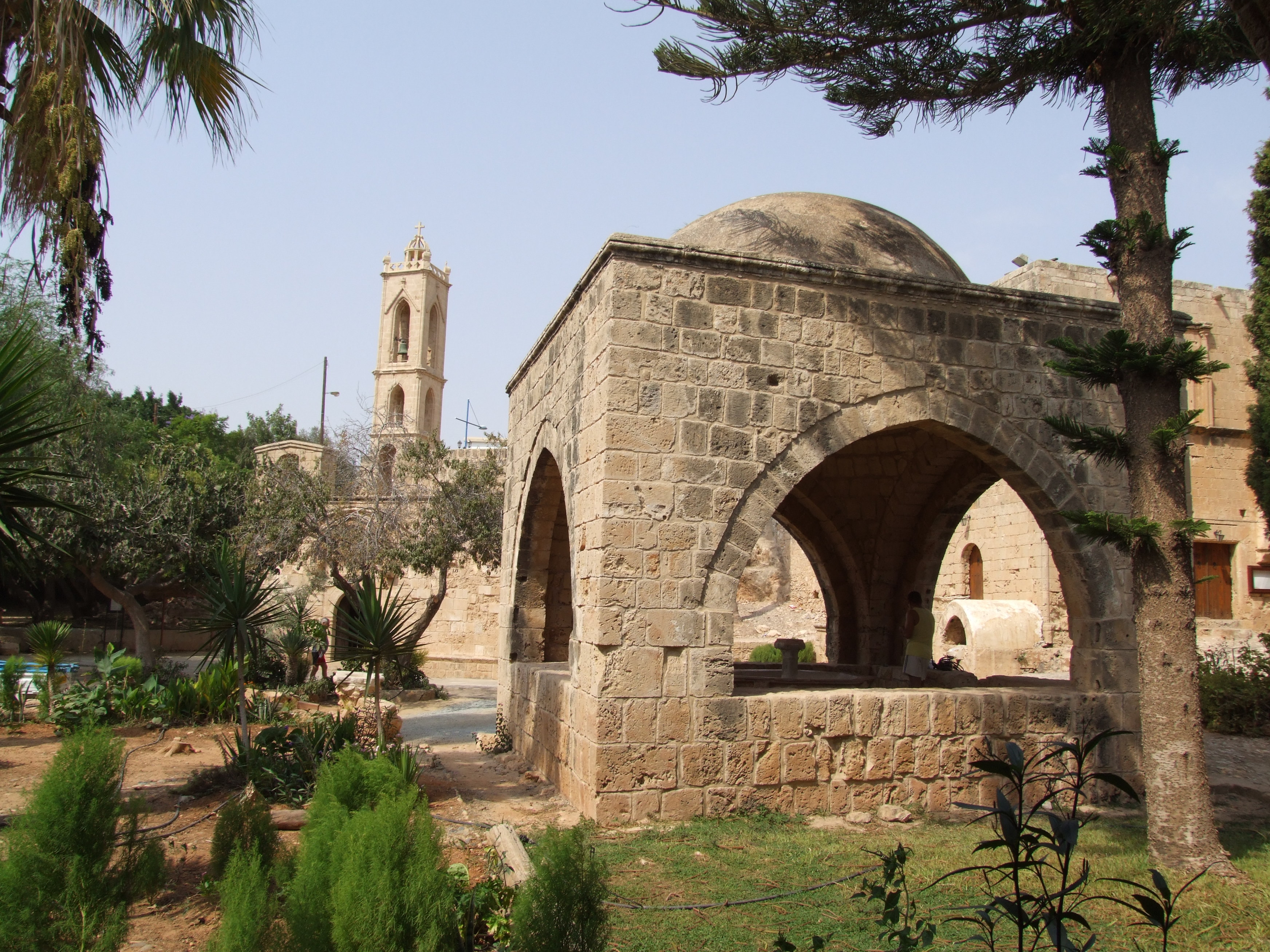
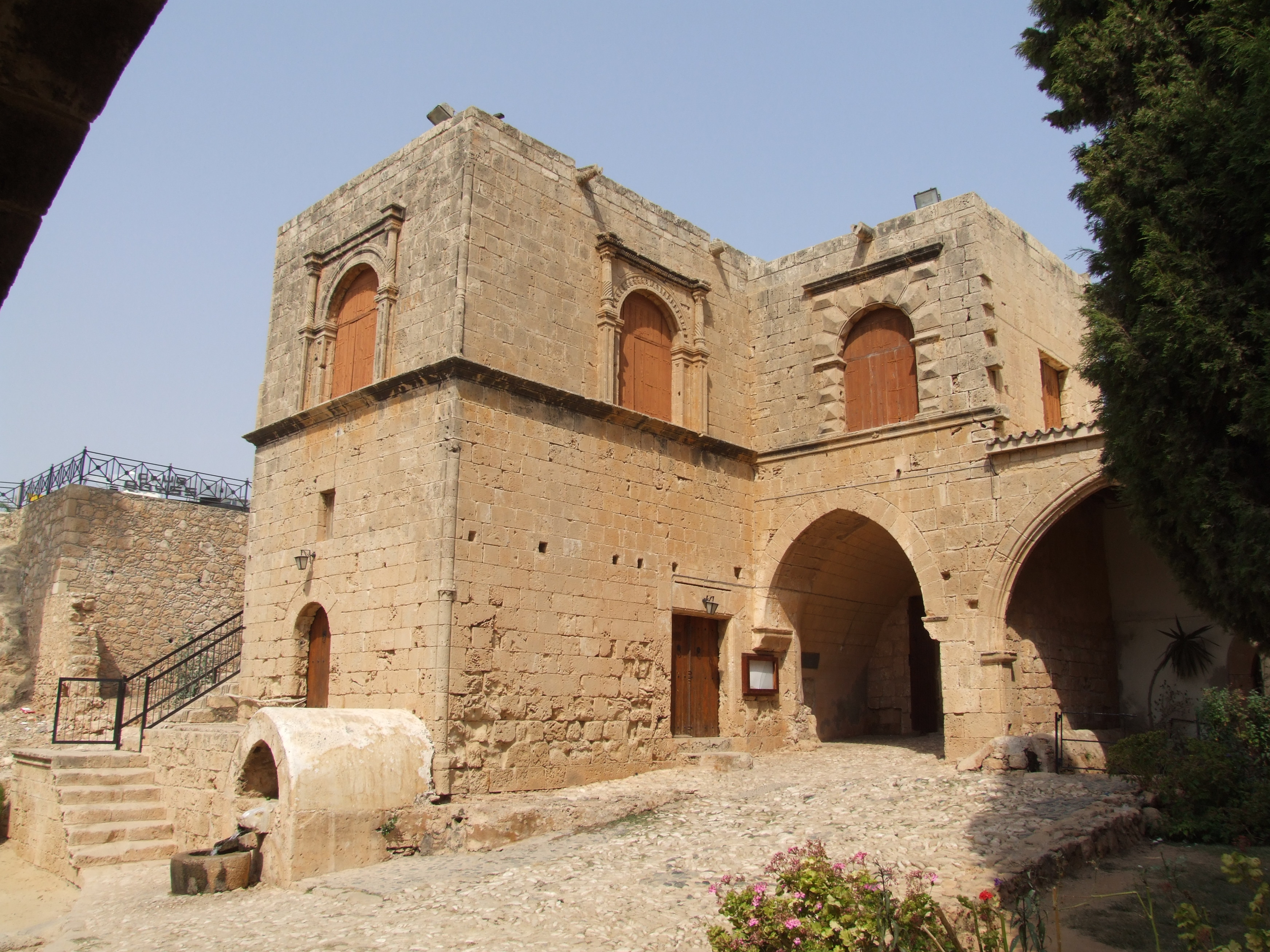
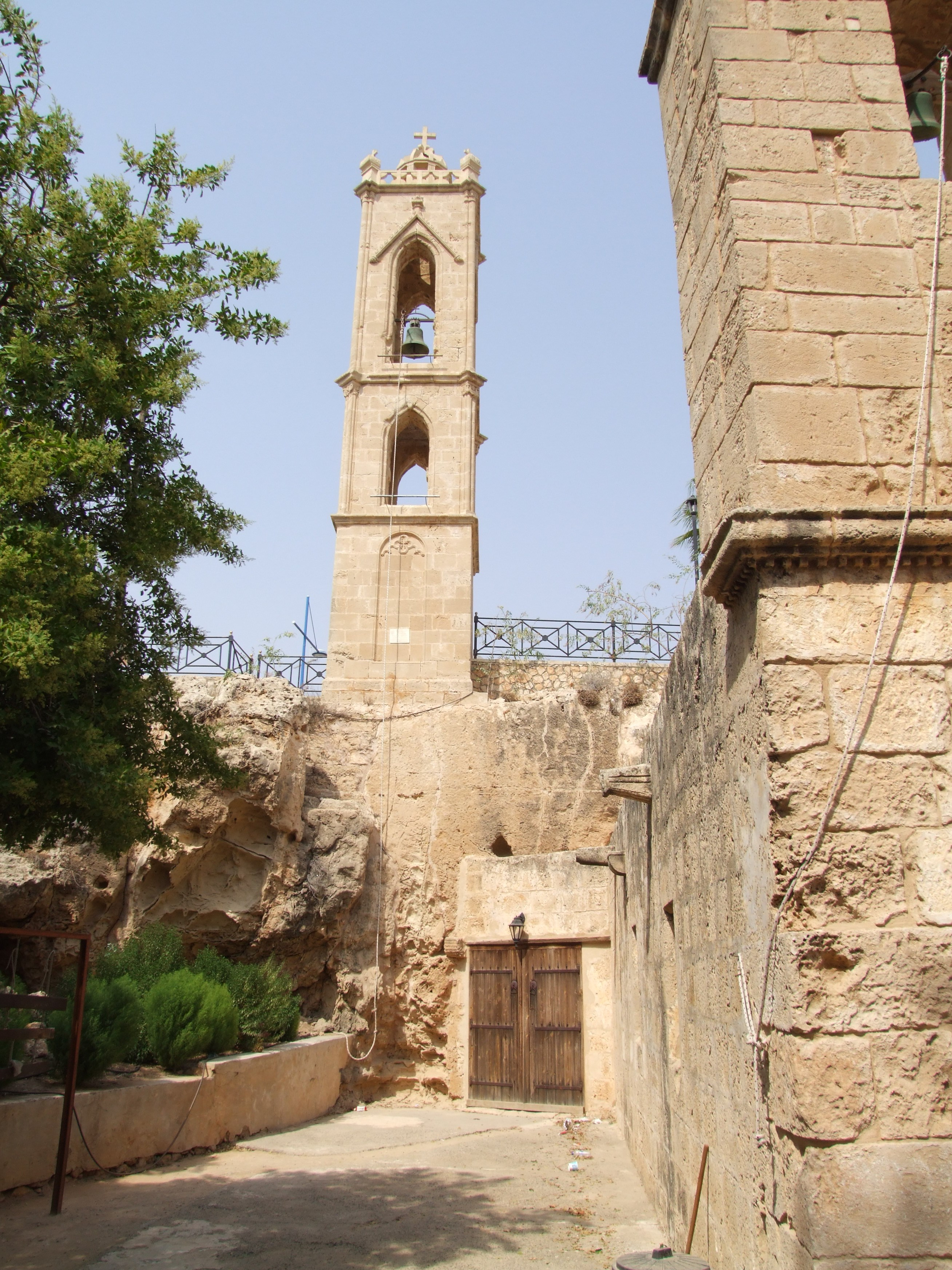
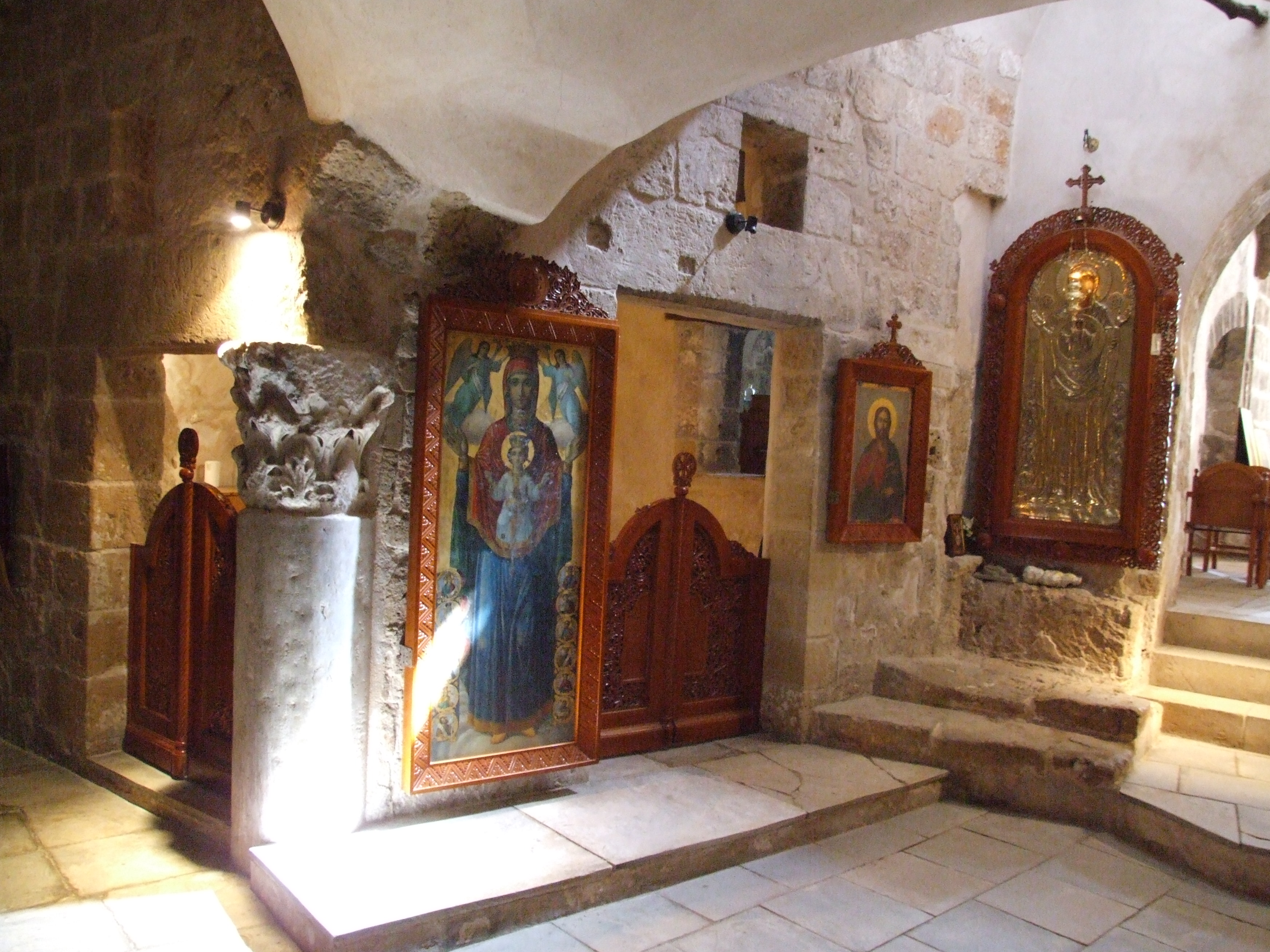

### Marienkirche
Unterhalb des Klosters ist die moderne Kirche von Ayia Napa gelegen, die aber im Innern ganz im traditionellen Stil der orthodoxen Kirche gestaltet ist und daher für Kulturinteressierte sehr interessant ist.

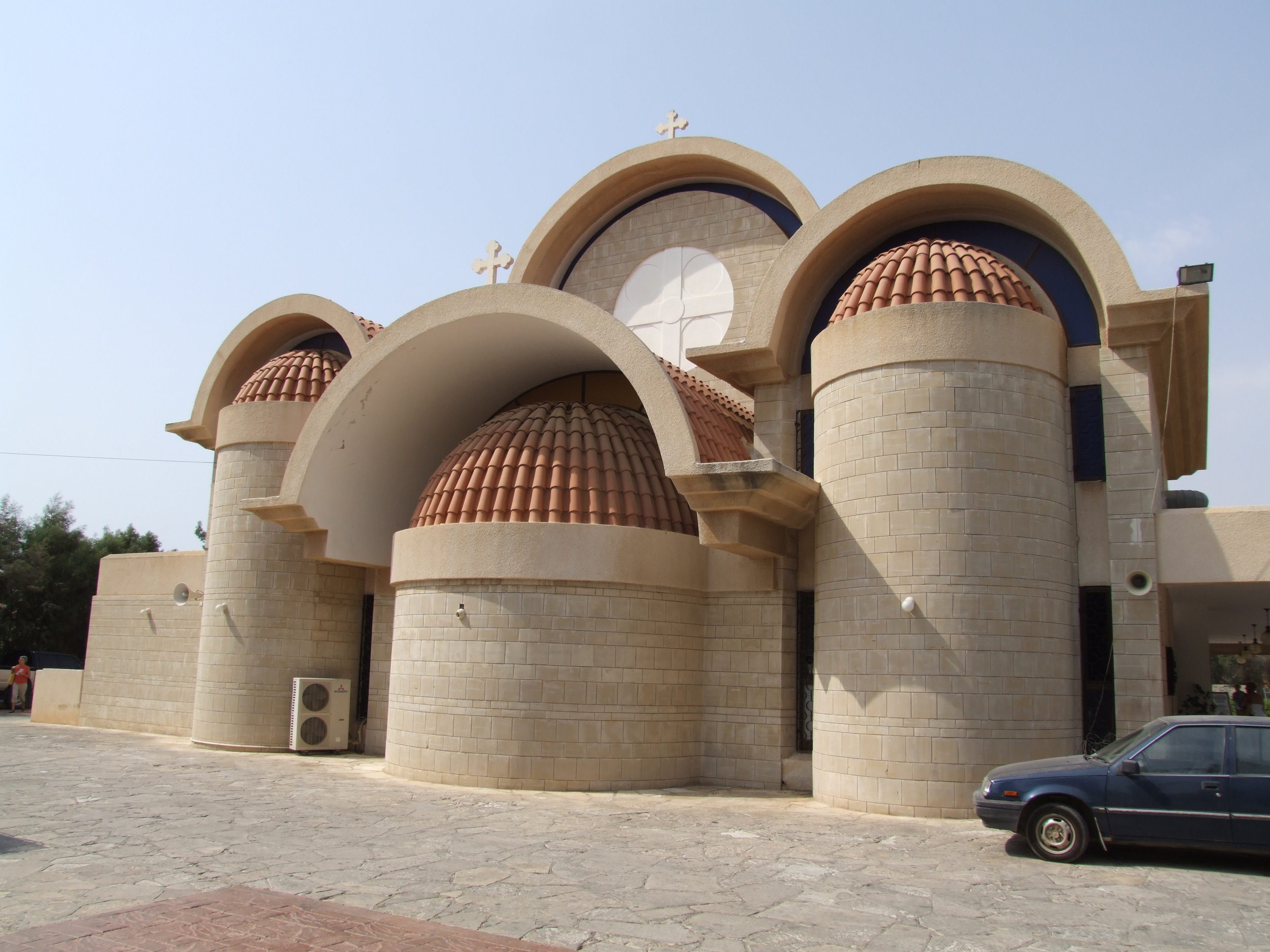
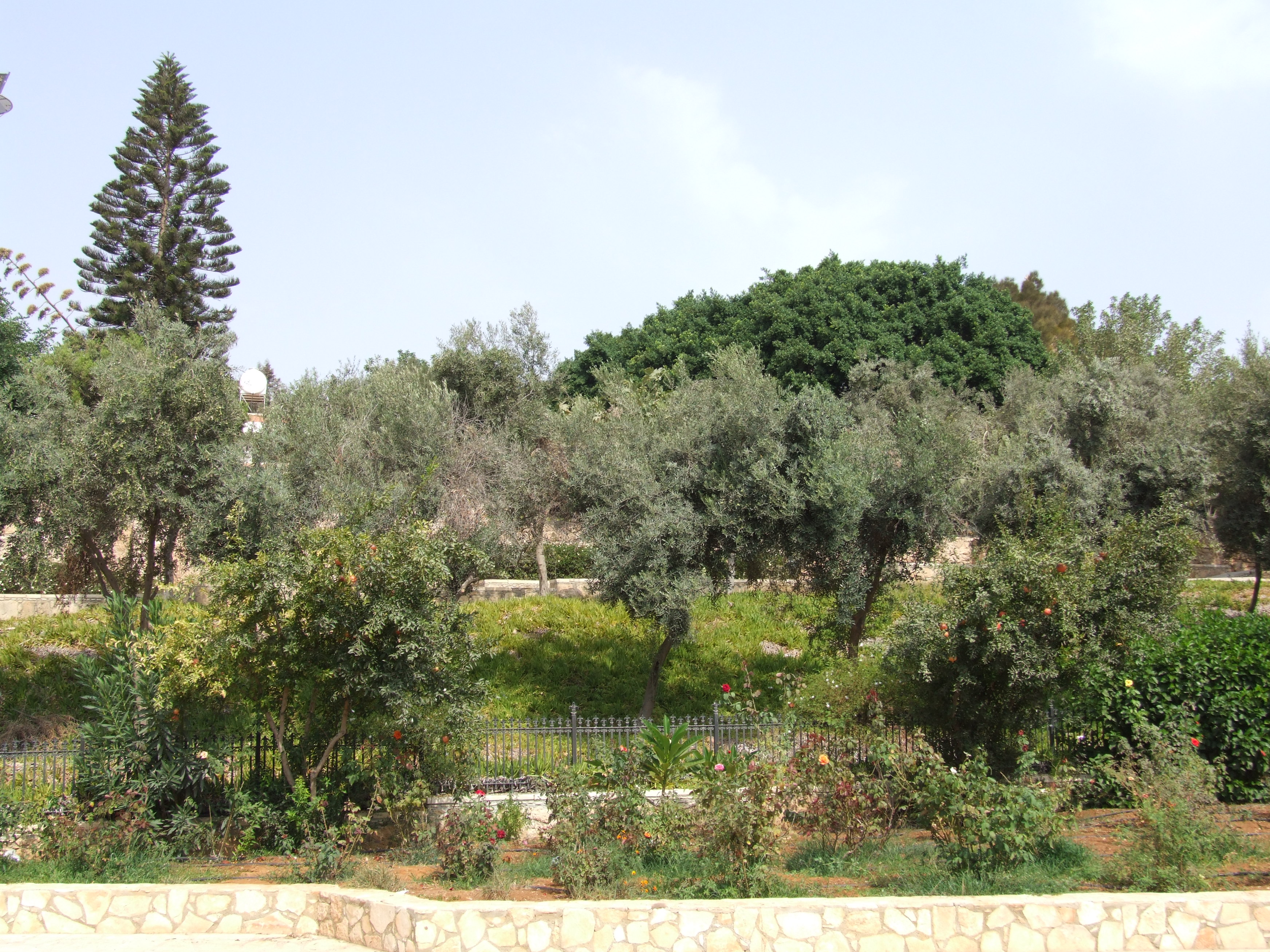
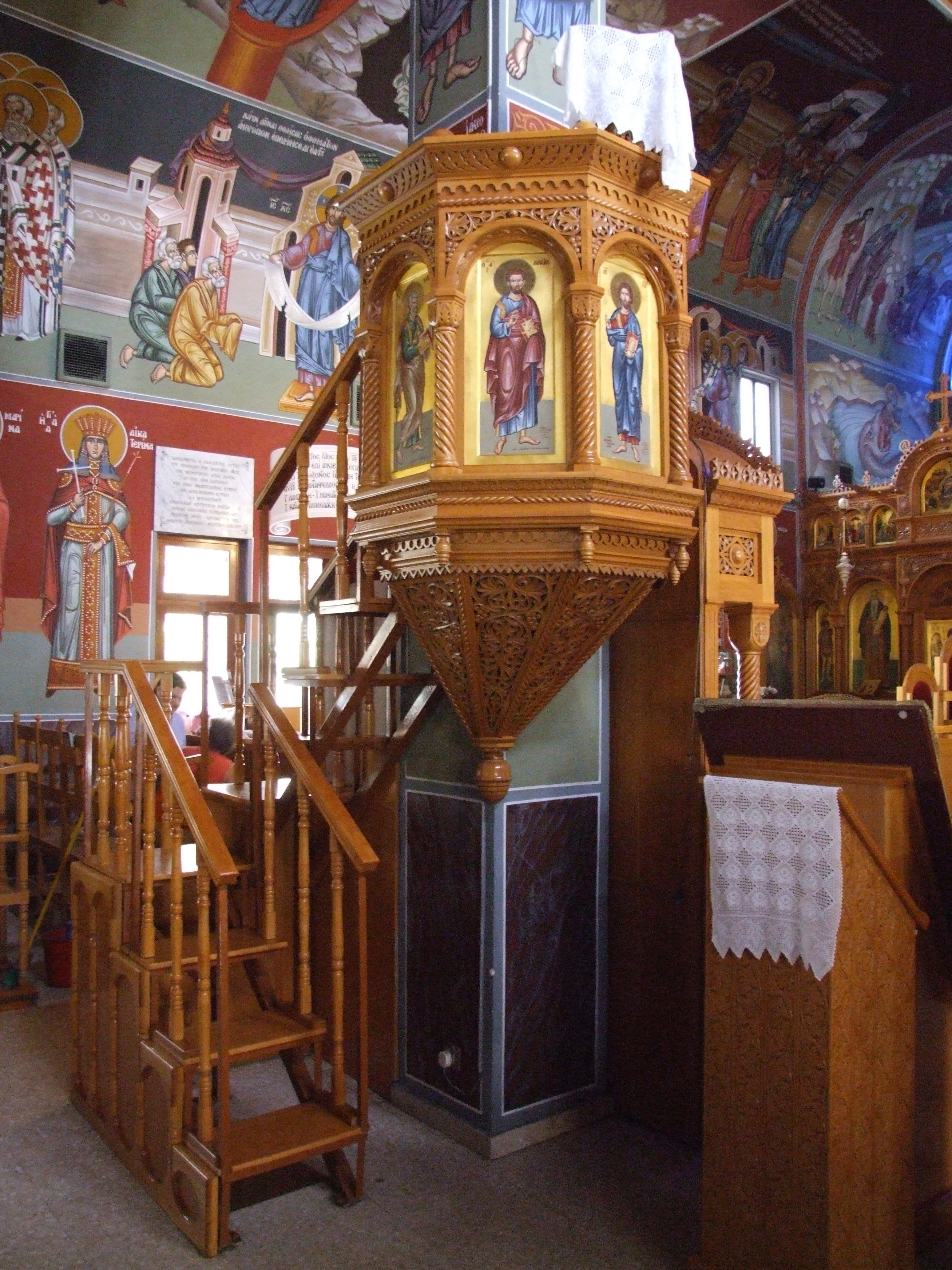
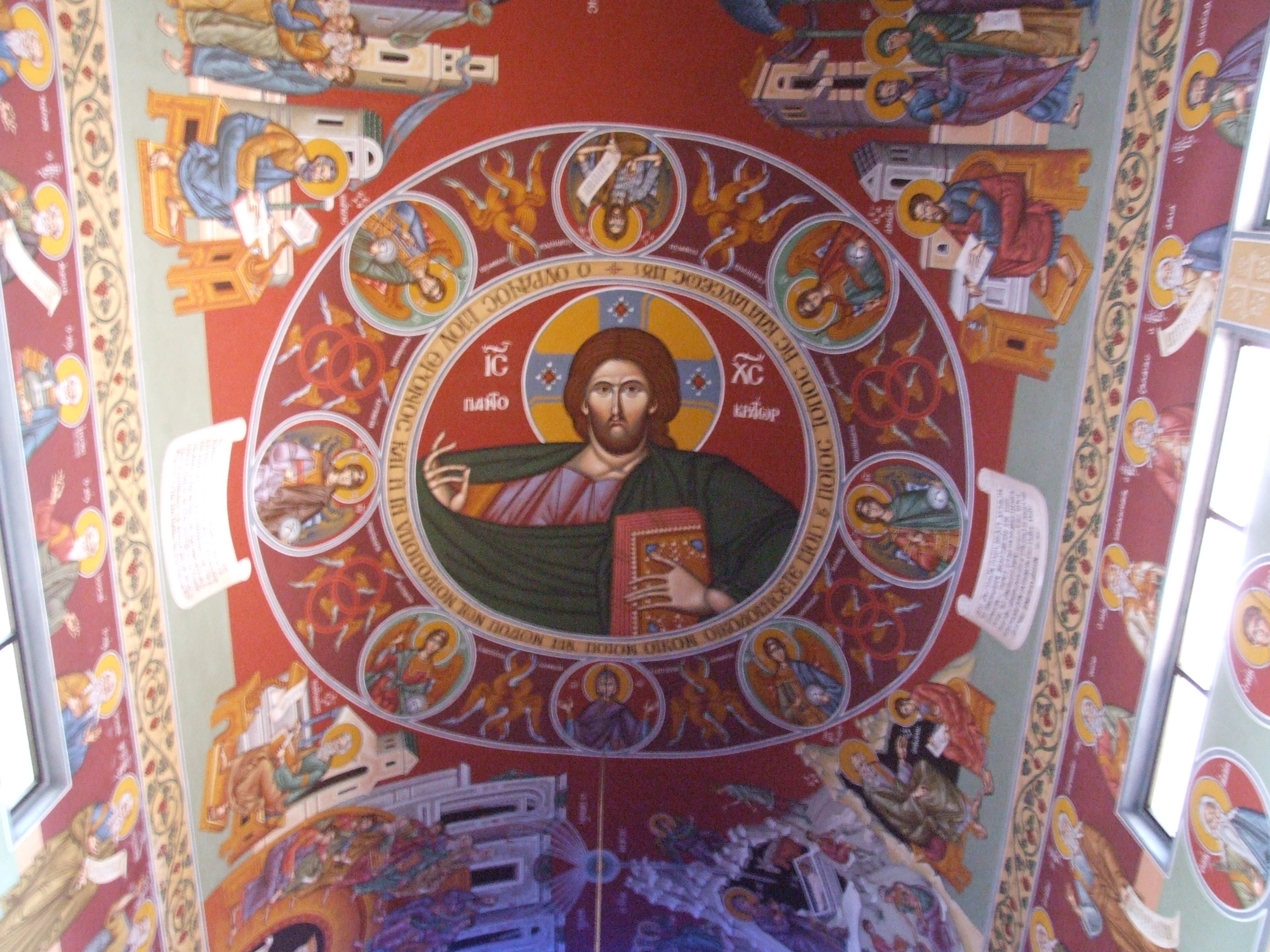

### Thalassa Museum
Das kleine Thalassa Museum beinhaltet höchst interessante und aussagekräftige Exponate zum Meer und zur antiken Seefahrt. Bemerkenswert ist der lebensgroße Nachbau eines altgriechischen Handelsschiffes, der Kyrenia II, der auf Basis eines Schiffswracks entstand.

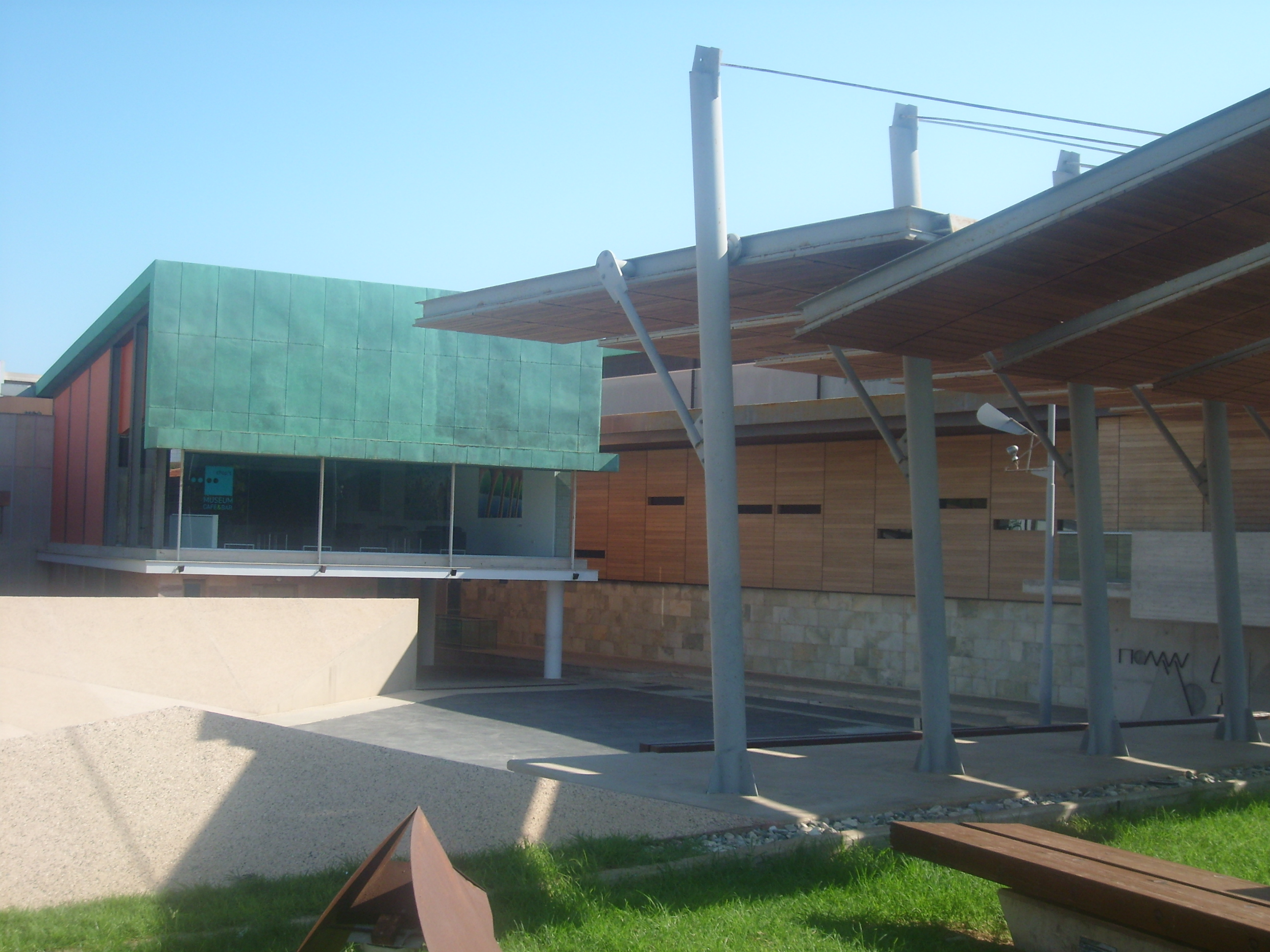
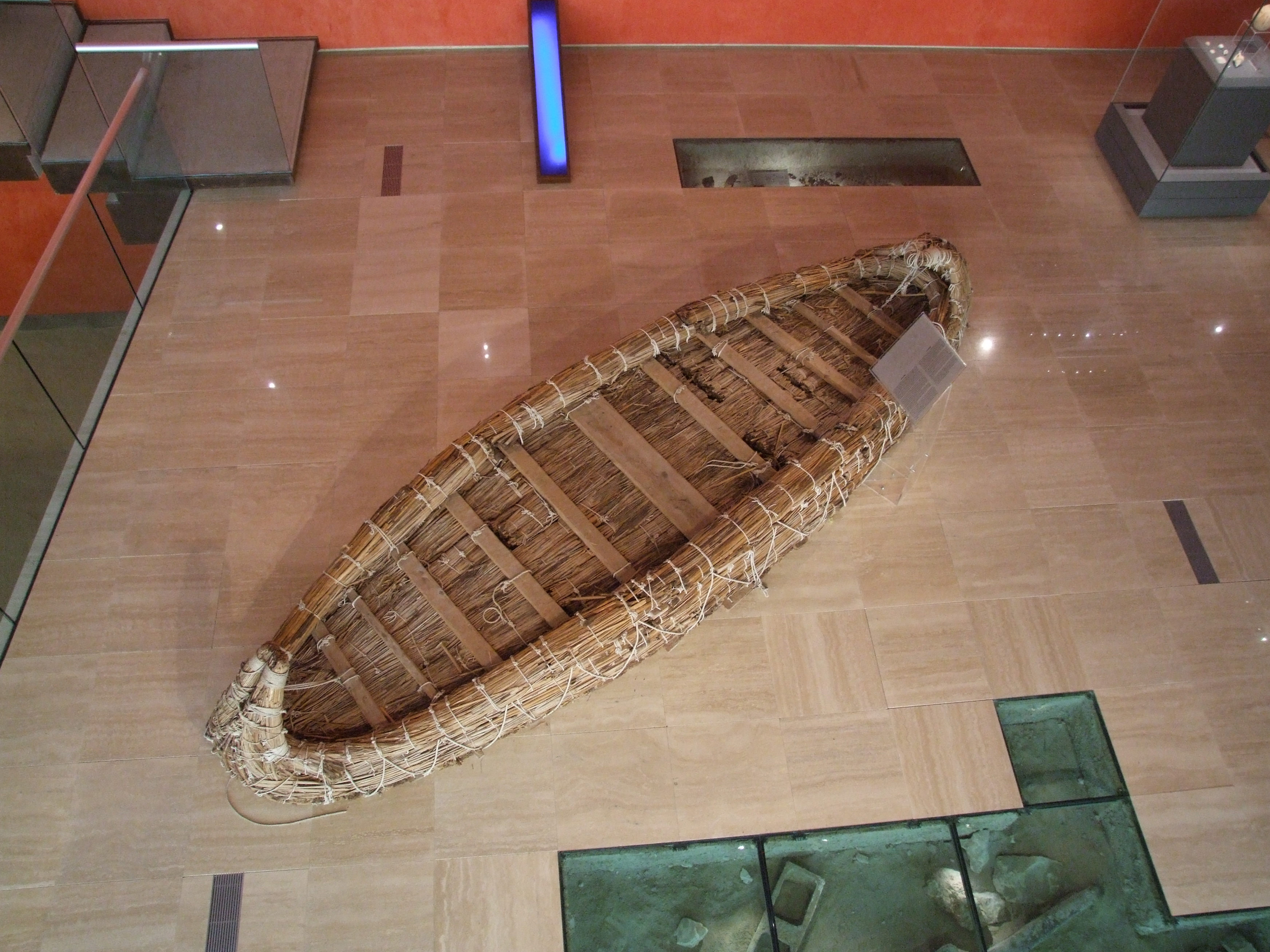
Papyrella
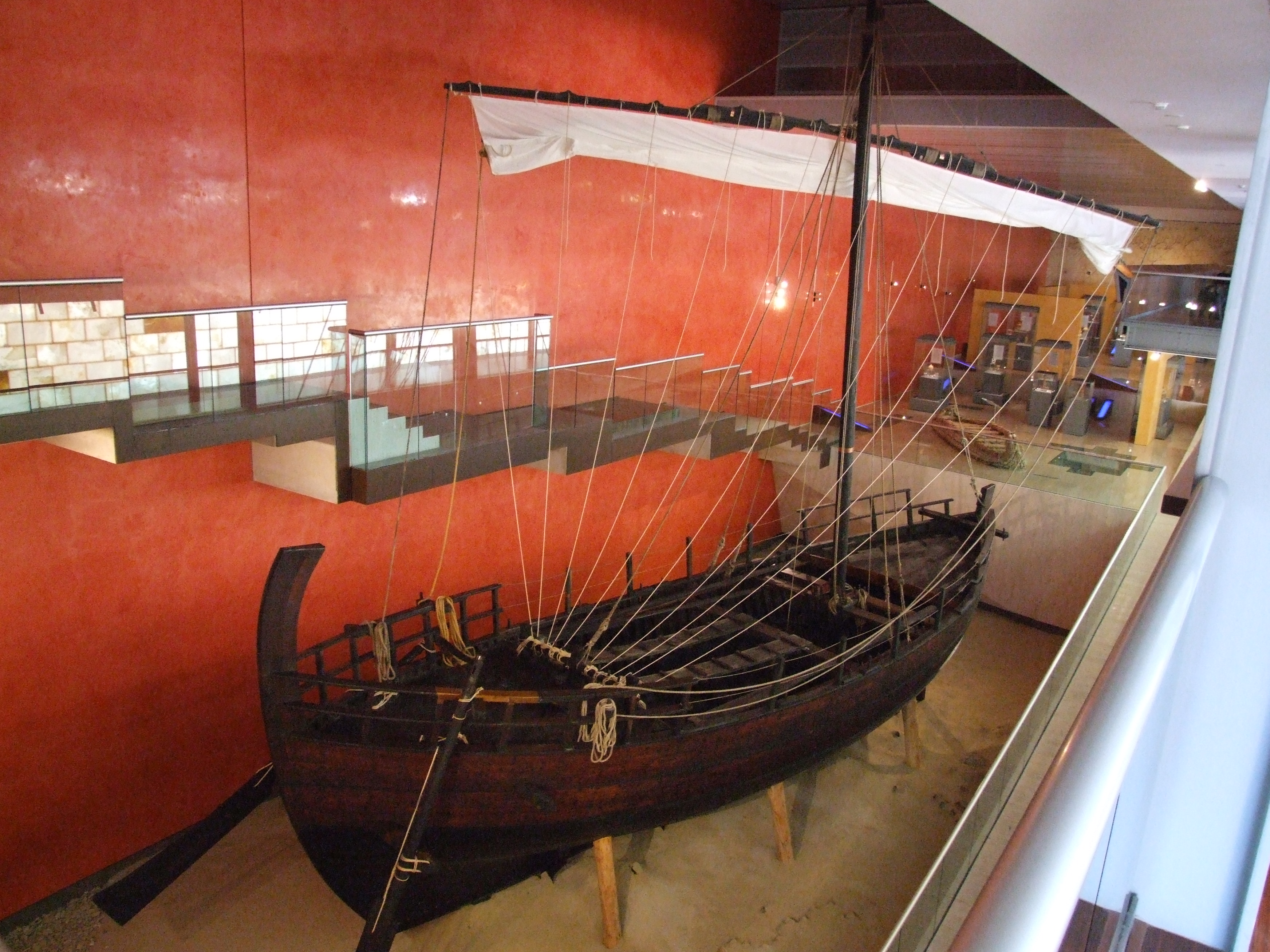
Kyrenia II
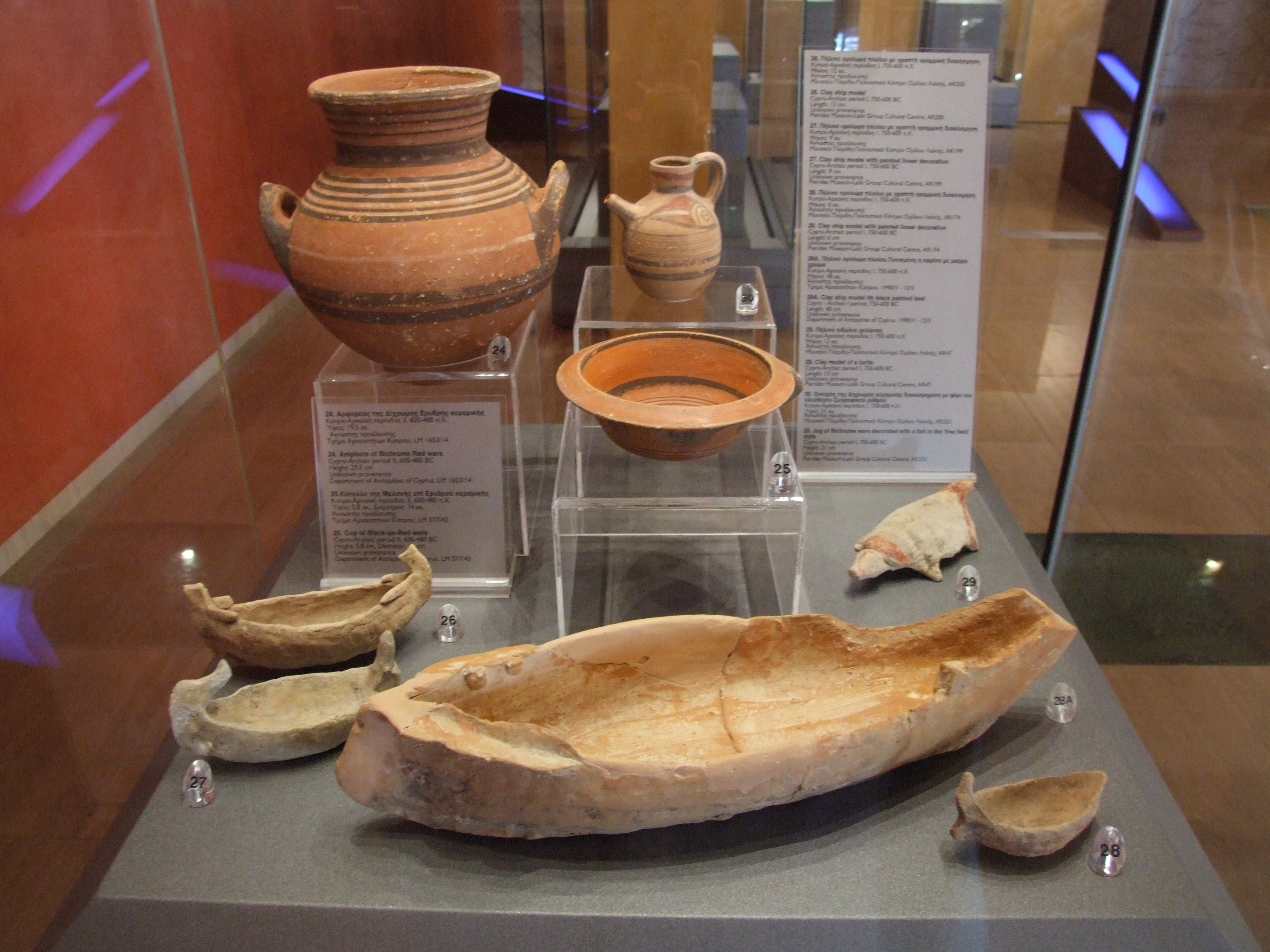
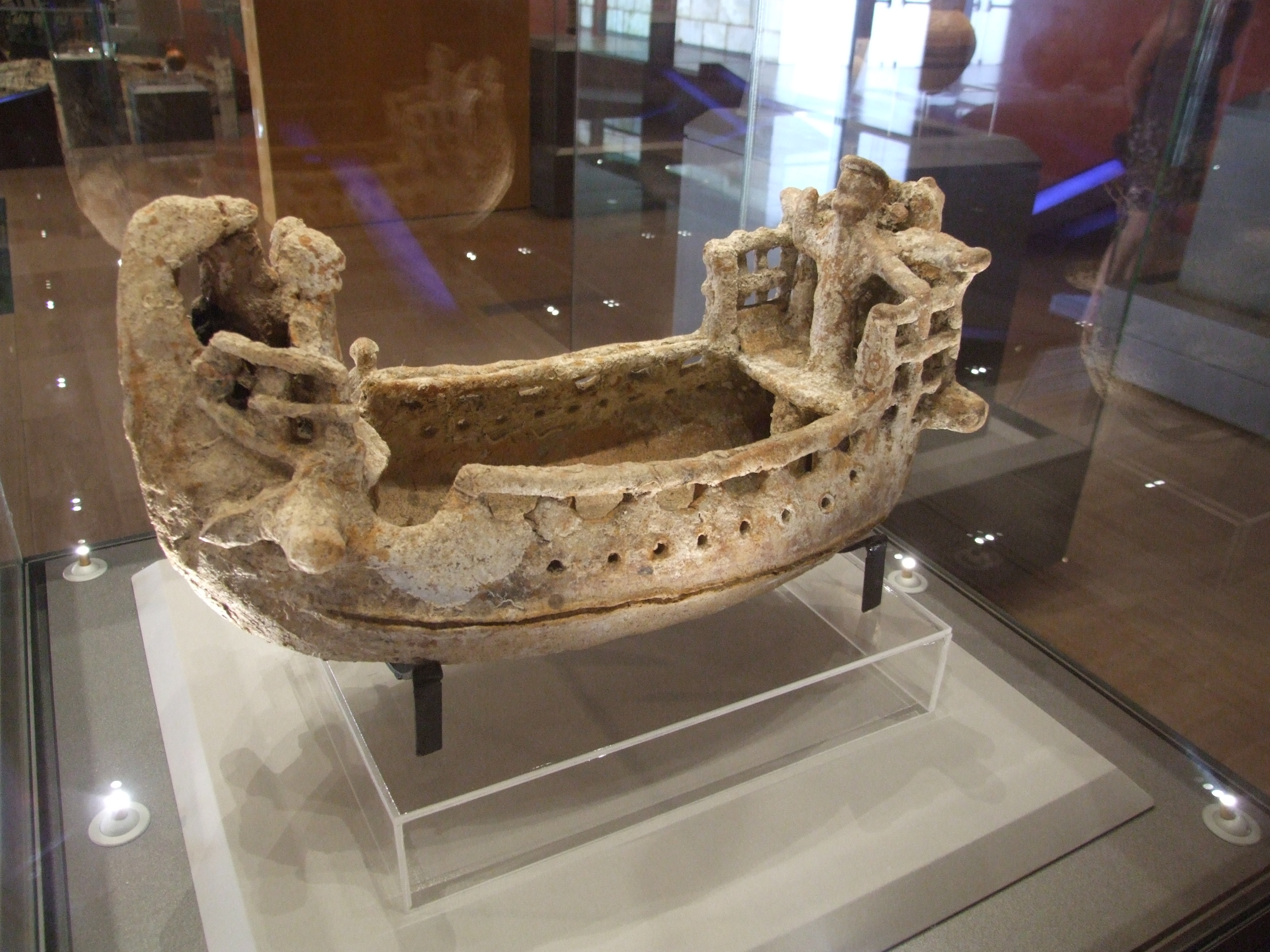
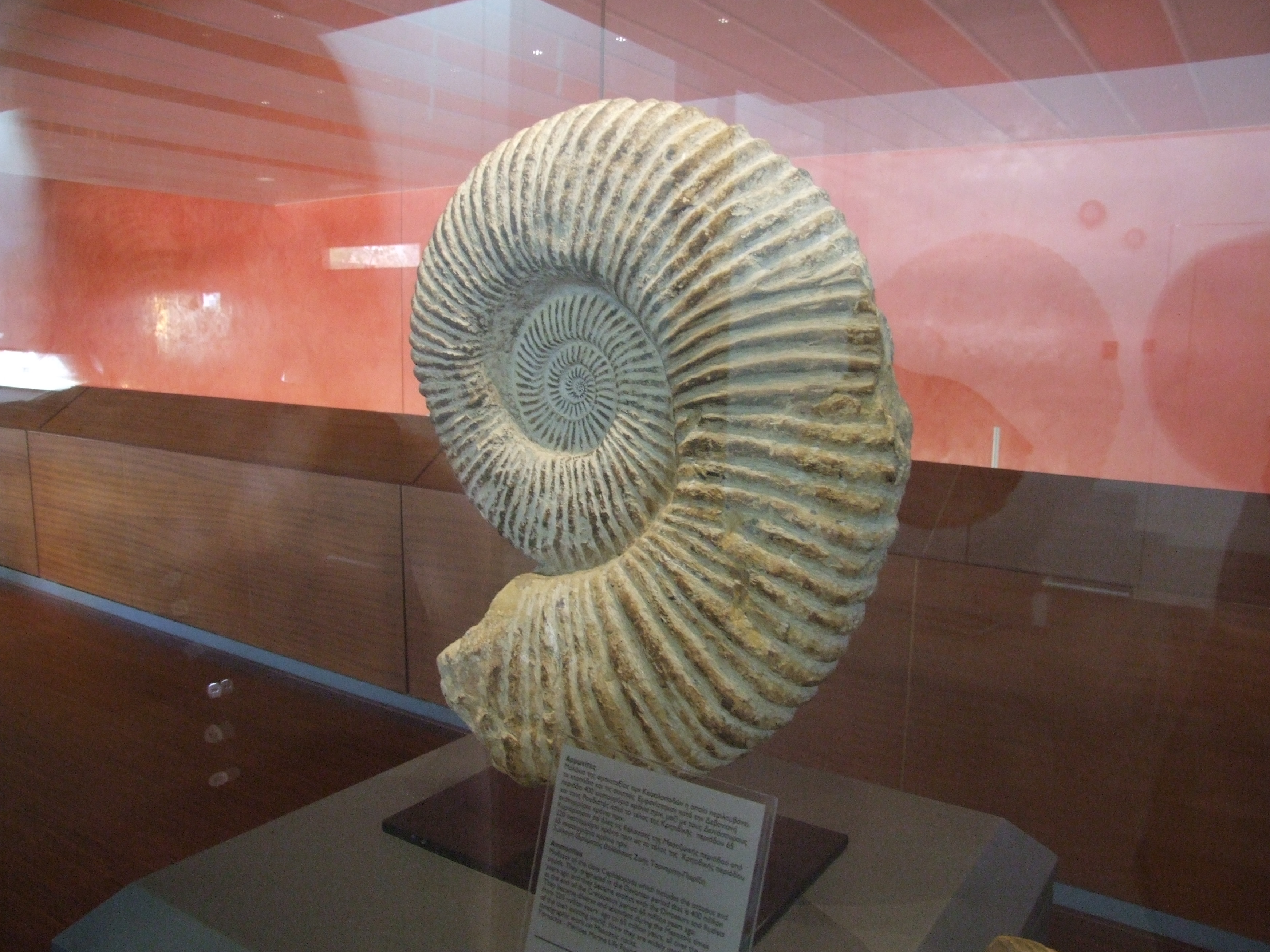
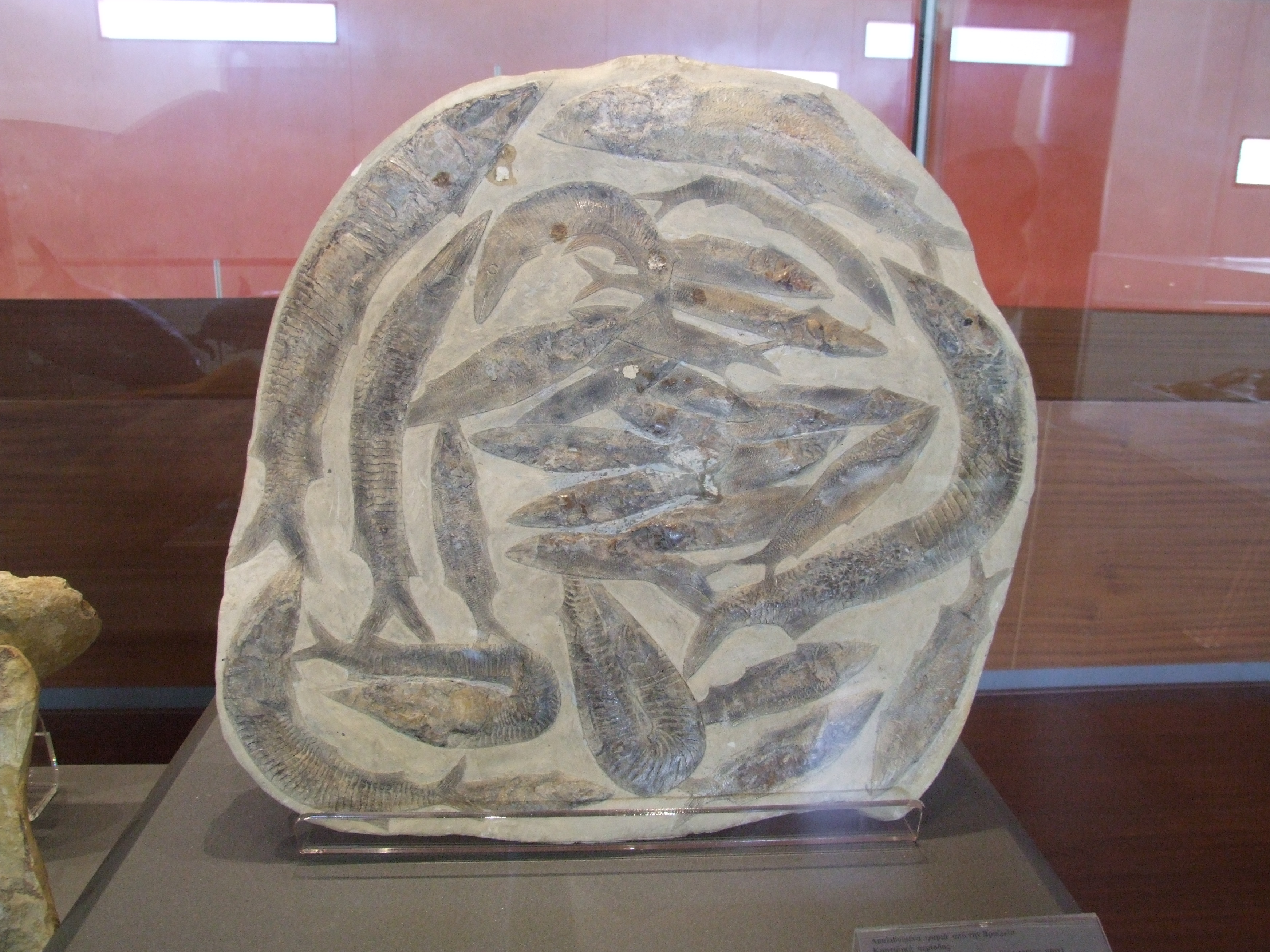
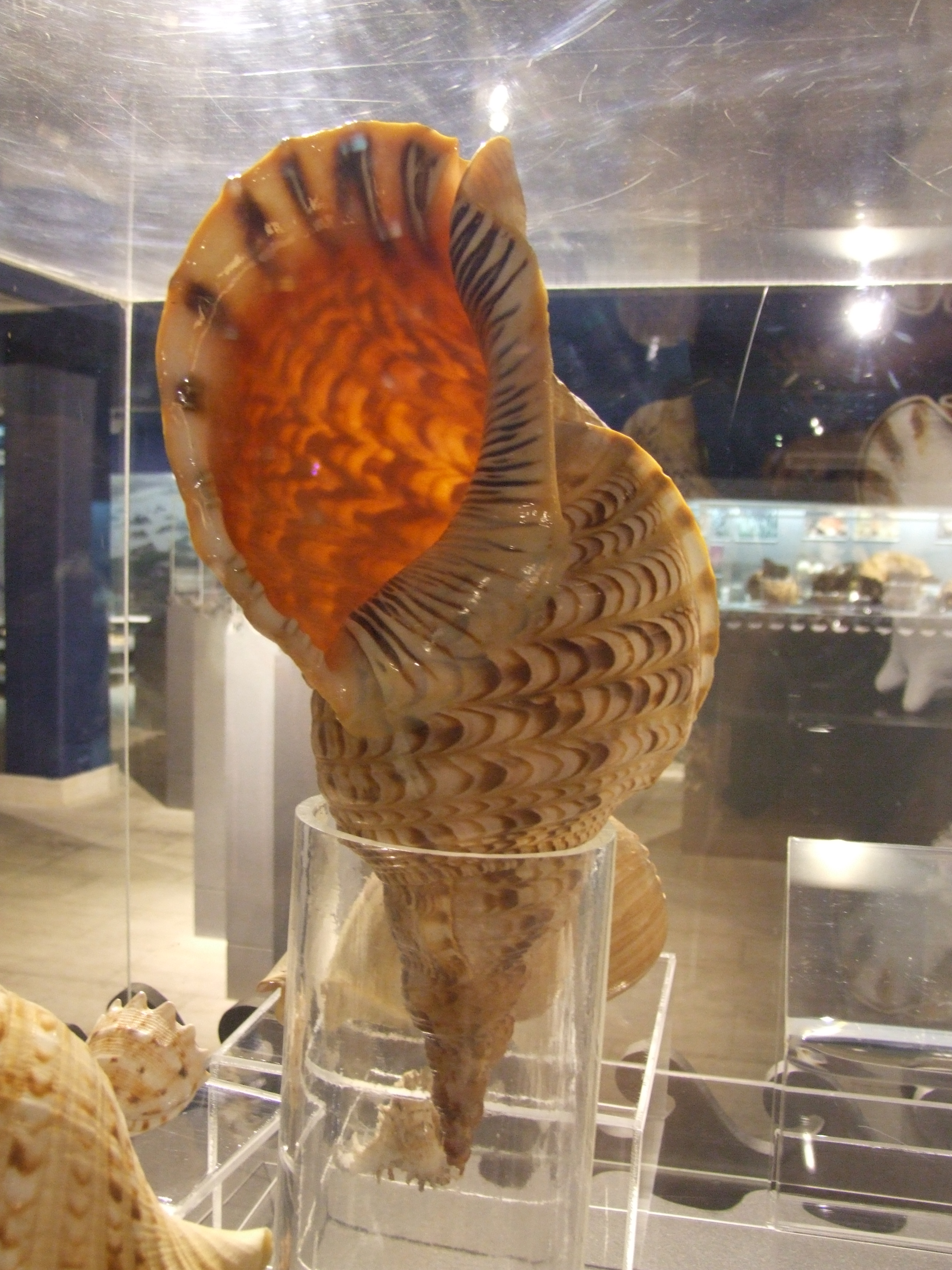
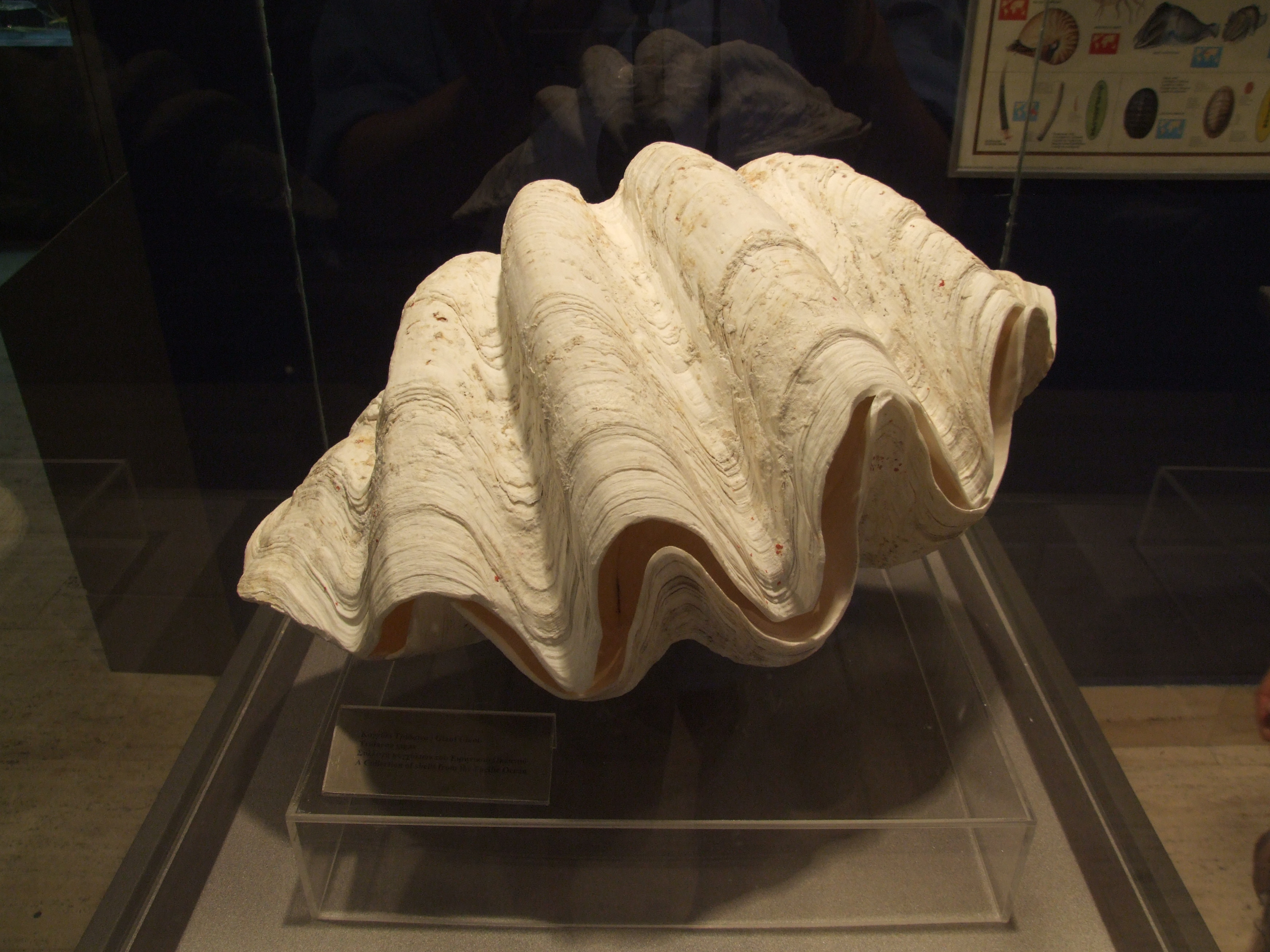

Im gleichen Gebäude ist das Tornaritis - Pierides Museum of Marine Life untergebracht, das eine reiche Sammlung Muscheln, Schwämme sowie präparierte Fische und Vögel präsentiert.

## Attraktionen
In Agia Napa liegt der Wasserpark Water World, der größte Themen-Wasserpark in Europa mit vielen Rutschen und weiteren Attraktionen. Sein Thema ist die Griechische Mythologie mit Nachbildungen Altgriechischer Bauten und Götterstatuen.

## Persönlichkeiten
- George Ioannou (bekannt als 2J), griechischsprachiger YouTuber, lebt in diesem Dorf.[2][3]